# キングジョージ6世&クイーンエリザベスステークス
キングジョージ6世&クイーンエリザベスステークス（King George VI and Queen Elizabeth Stakes）とはイギリスのアスコット競馬場で開催される競馬の競走で、格付けは最高格のG1に位置付けられている。イギリス国内の平地競走としては、ダービー（150万ポンド）、チャンピオンステークス（130万ポンド）に次いで、125万ポンドを出す高額賞金競走（2018年現在）で、ヨーロッパを代表する中長距離の競走のひとつである。
夏に行われ、3歳と古馬の一流馬がクラシック距離（12ハロン=約2400メートル）で対戦する。中長距離の競走としては、凱旋門賞やダービーとならんでヨーロッパの最高峰のレースの1つとみなされている。
しばしば「KGVI & QES」とも略記される。競走名は20世紀中盤のイギリス国王ジョージ6世とその王妃エリザベス・ボーズ=ライアン（エリザベス2世の両親）に由来している。

## 歴史
競馬の発祥国であるイギリスでは伝統的に、サラブレッドの競走は年齢別に行われており、古い時代には3歳や4歳の馬は十分な成長を遂げていない若馬とみなされ、7歳や8歳になってようやく一人前と考えられてきた。しかし3歳馬による競走（ダービーなど）や2歳馬による競走が行われるようになって、7歳や8歳馬による4マイルや6マイルの長距離戦よりも、若い馬による2マイル（約3200メートル）や1マイル半（約2400メートル）の競走に人気が移ってきた。
3歳馬と古馬が対戦する大レースとしては、19世紀の終わりにエクリプスステークスが当時の最高賞金競走として創設されたが、初夏の若馬にも分があるように10ハロン（約2000メートル）で行われた。3歳の秋はセントレジャーを走り、そのあとはジョッキークラブステークスで1年を終え、翌年古馬になるとゴールドカップ・グッドウッドカップ・ドンカスターカップといった長距離のカップ戦を目指すのが一流馬の王道だった。
第二次世界大戦が終わって国際間の競馬が復活すると、イギリスではアスコット競馬場が1946年の9月にキングジョージ6世ステークスを創設し、ヨーロッパの一流3歳馬を集めて2マイル（約3200メートル）の距離を争った。このレースには、この年のイギリス、アイルランドのダービー馬やフランスのパリ大賞典優勝馬が出走し、ヨーロッパ3歳チャンピオンを決めるに相応しいレースになった。しかしこのレースの日程は、フランスがヨーロッパ最大の競走を目論んで行っている凱旋門賞と1週の差しかなく、一流競走馬を奪い合って競合することになった。
フランス側は、はじめはイギリス競馬界へキングジョージ6世ステークスの日程変更を申し入れたが断られ、1949年に凱旋門賞の賞金を当時世界最高額となる3000万フランに増やすことで対応した。アスコット競馬場ではこれに対抗できる賞金を出すことができないため、凱旋門賞と競合することを断念し、1951年からキングジョージ6世ステークスを9月から夏へ時期を変更し、1948年より毎年夏に行われていたクイーンエリザベスステークス（1マイル半≒2400メートル）と統合することにした。
1951年は大英博覧会100周年の年で、国をあげて英国祭（en:Festival of Britain）が行われた。これにあわせて、キングジョージ6世ステークスとクイーンエリザベスステークスを統合した新レースは「フェスティヴァル・オブ・ブリテン・ステークス」と銘打ち、賞金を増やしてイギリス国内ではダービーに次ぐ2番めの高額賞金として行われた。凱旋門賞と競合しない国際大レースの創設はフランス競馬界からも歓迎され、前年の凱旋門賞優勝馬タンティエームを空輸で送り込んだ。この「フェスティヴァル・オブ・ブリテン・ステークス」が、現在は第1回キングジョージ6世&クイーンエリザベスステークスとみなされており、翌1952年からは「第2回」キングジョージ6世&クイーンエリザベスステークスと名を変えて行われている。
以来、イギリスの夏競馬を代表する高額大レースとして定着したが、1972年からはダイヤモンド会社のデビアスがスポンサーになった。そのため、エリザベス2世の承諾を得て、1975年からはレース名が「キングジョージ6世&クイーンエリザベス・ダイヤモンドステークス（King George VI and Queen Elizabeth Diamond Stakes）」と改称されている。デビアスは2006年を最後にスポンサーから撤退したため、2007年と2008年は「ダイヤモンド」がつかない「キングジョージ6世&クイーンエリザベスステークス」で行われた。2009年からはベットフェアー社（イギリスのインターネット・ブックメーカー会社）がスポンサーとなり、賞金を積増しして100万ポンドの大台に乗せた。賞金額では、チャンピオンステークスとイギリス国内2位の座を争っている。
近年はチャンピオンステークスやブリティッシュ・チャンピオンズシリーズを中心にイギリス国内の競馬体系の再編が行われており、2014年からはカタール資本のQIPCO（Qatar Investment & Projects Development Holding Company）がスポンサーとなっている。

### 沿革
- 1946年 前身のキングジョージ6世ステークスが創設。
- 1948年 前身のクイーンエリザベスステークスが創設。
- 1951年 大英博覧会100周年記念行事として「キングジョージ6世&クイーンエリザベスフェスティバルオブブリテンステークス」（King George VI & Queen Elizabeth Festival of Britain Stakes）の名称で施行。
- 1952年 競走名を「キングジョージ6世&クイーンエリザベスステークス」（King George VI & Queen Elizabeth Stakes）に改名。
- 1972年 ダイヤモンドの採掘・流通会社デビアスがスポンサーとなる。
- 1975年 競走名を「キングジョージ6世&クイーンエリザベスダイヤモンドステークス」（King George VI & Queen Elizabeth Diamond Stakes）に改名。
- 1999年 ワールドシリーズ・レーシング・チャンピオンシップに参加。
- 2005年 アスコット競馬場が改修のため、ニューベリー競馬場で開催。
- 2007年 デビアスが2006年限りでスポンサーから撤退したため、競走名が「キングジョージ6世&クイーンエリザベスステークス」（King George VI & Queen Elizabeth Stakes）に戻る。
- 2009年 ベットフェアーがスポンサーとなる。
- 2014年 QIPCOがスポンサーとなる。
- 2017年 コース計測方法の改正により再計測を行い、距離表記を芝12ハロンから芝11ハロン211ヤードに変更[7]
- 2020年 新型コロナウイルスによる経済への打撃を受けて、賞金総額を前年までの125万ポンドから40万ポンドへ大幅減額[8]。
- 2021年 賞金総額を87.5万ポンドに増額。

### できごと
- 1954年 イギリス女王エリザベス2世の所有馬オリオール（Aureole）が優勝。
- 1968年 ノエル・マーレス厩舎が3連覇を達成。
- 1974年 フランスのダリアが史上初の連覇を達成。
- 1998年
  - UAEのスウェインが史上2頭目の連覇。6歳馬による優勝は史上初。
  - 1992年生まれの競走馬が1995年より4連覇。同一世代の競走馬による4勝・4連覇は史上初。
- 1999年
  - サイード・ビン・スルール厩舎と馬主のゴドルフィンが3連覇を達成。
- 2010年 ハービンジャー（Harbinger）が2分26秒78のコースレコードで優勝し、11馬身差をつける圧勝。
- 2012年 デインドリーム（Danedream）がタイムチャーター以来牝馬として29年ぶり優勝。凱旋門賞とキングジョージを共に制した牝馬は史上初。
- 2013年 ノヴェリスト（Novellist）が2分24秒60のコースレコードで優勝。
- 2020年 エネイブルが史上初の3勝目および史上3頭目の連覇を達成。

## 前哨戦
| 競走名                           | 格付 | 施行競馬場       | 施行距離           | 出走資格      |
| -------------------------------- | ---- | ---------------- | ------------------ | ------------- |
| エクリプスステークス             | G1   | サンダウン競馬場 | 芝9ハロン209ヤード | 3歳以上       |
| プリンスオブウェールズステークス | G1   | アスコット競馬場 | 芝9ハロン212ヤード | 4歳以上       |
| アイリッシュダービー             | G1   | カラ競馬場       | 芝12ハロン         | 3歳牡馬・牝馬 |
| サンクルー大賞                   | G1   | サンクルー競馬場 | 芝2400m            | 4歳以上       |
| 英ダービー                       | G1   | エプソム競馬場   | 芝12ハロン6ヤード  | 3歳牡馬・牝馬 |
| コロネーションカップ             | G1   | エプソム競馬場   | 芝12ハロン6ヤード  | 4歳以上       |
| 英オークス                       | G1   | エプソム競馬場   | 芝12ハロン6ヤード  | 3歳牝馬       |

- その他の前哨戦（イギリス国内）
  - ハードウィックステークス（Hardwicke Stakes）- G2 芝11ハロン211ヤード 4歳以上
  - キングエドワード7世ステークス（King Edward VII Stakes）- G2 芝11ハロン211ヤード 3歳牡馬・騸馬

## 歴代優勝馬
2006年から2008年までの3年間は3歳馬が1頭も出走しなかった。2010年は当年の英国ダービー馬でのちに凱旋門賞も制するWorkforceが出走したが5着に敗れているが、2011年はNathanielが出走して勝利を飾っている。
| 回数   | 施行日        | 調教国・優勝馬    | 性齢 | タイム  | 優勝騎手         | 管理調教師               | 馬主                |
| ------ | ------------- | ----------------- | ---- | ------- | ---------------- | ------------------------ | ------------------- |
| 第1回  | 1951年7月21日 | Supreme Court     | 牡3  | 2:29.66 | C.エリオット     | E.ウィリアムズ           |                     |
| 第2回  | 1952年7月19日 | Tulyar            | 牡3  | 2:33.20 | C.スマーク       | M.マーシュ               |                     |
| 第3回  | 1953年7月18日 | Pinza             | 牡3  | 2:33.60 | G.リチャーズ     | N.バーティー             |                     |
| 第4回  | 1954年7月17日 | Aureole           | 牡4  | 2:44.00 | M.スミス         | C.ボイドロックフォート   |                     |
| 第5回  | 1955年7月16日 | Vimy              | 牡3  | 2:33.76 | R.ポワンスレ     | A.ヘッド                 |                     |
| 第6回  | 1956年7月21日 | Ribot             | 牡4  | 2:40.24 | E.カミーチ       | U.ペンコ                 |                     |
| 第7回  | 1957年7月20日 | Montaval          | 牡4  | 2:41.02 | F.パーマー       | G.ブリグランド           |                     |
| 第8回  | 1958年7月19日 | Ballymoss         | 牡4  | 2:36.33 | A.ブリースリー   | M.V.オブライエン         |                     |
| 第9回  | 1959年7月18日 | Alcide            | 牡4  | 2:31.39 | W.カー           | C.ボイドロックフォート   |                     |
| 第10回 | 1960年7月16日 | Aggressor         | 牡5  | 2:35.21 | J.リンドリー     | T.ゴスデン               |                     |
| 第11回 | 1961年7月15日 | Right Royal       | 牡3  | 2:40.34 | R.ポアンスレ     | E.ポレ                   |                     |
| 第12回 | 1962年7月21日 | Match             | 牡4  | 2:32.02 | Y.サンマルタン   | F.マテ                   |                     |
| 第13回 | 1963年7月20日 | Ragusa            | 牡3  | 2:33.80 | G.ブゴール       | P.プレンダーガスト       |                     |
| 第14回 | 1964年7月18日 | Nasram            | 牡4  | 2:33.15 | W.パイアーズ     | E.フェローズ             |                     |
| 第15回 | 1965年7月17日 | Meadow Court      | 牡3  | 2:33.27 | L.ピゴット       | P.プレンダーガスト       |                     |
| 第16回 | 1966年7月16日 | Aunt Edith        | 牝4  | 2:35.06 | L.ピゴット       | N.マーレス               |                     |
| 第17回 | 1967年7月15日 | Busted            | 牡4  | 2:33.64 | G.ムーア         | N.マーレス               |                     |
| 第18回 | 1968年7月27日 | Royal Palace      | 牡4  | 2:32.22 | A.バークレー     | N.マーレス               |                     |
| 第19回 | 1969年7月26日 | Park Top          | 牝5  | 2:32.46 | L.ピゴット       | B.ヴァン・カッツェム     |                     |
| 第20回 | 1970年7月25日 | Nijinsky II       | 牡3  | 2:36.16 | L.ピゴット       | M.V.オブライエン         |                     |
| 第21回 | 1971年7月24日 | Mill Reef         | 牡3  | 2:32.56 | G.ルイス         | I.ボールディング         |                     |
| 第22回 | 1972年7月22日 | Brigadier Gerard  | 牡4  | 2:32.91 | J.マーサー       | W.ハーン                 |                     |
| 第23回 | 1973年7月28日 | Dahlia            | 牝3  | 2:30.43 | W.パイアーズ     | M.ジルベール             |                     |
| 第24回 | 1974年7月27日 | Dahlia            | 牝4  | 2:33.03 | L.ピゴット       | M.ジルベール             |                     |
| 第25回 | 1975年7月26日 | Grundy            | 牡3  | 2:26.98 | P.エデリー       | P.ウォールウィン         |                     |
| 第26回 | 1976年7月24日 | Pawneese          | 牝3  | 2:29.36 | Y.サンマルタン   | A.ペンナ                 |                     |
| 第27回 | 1977年7月23日 | The Minstrel      | 牡3  | 2:30.48 | L.ピゴット       | M.V.オブライエン         |                     |
| 第28回 | 1978年7月22日 | Ile de Bourbon    | 牡3  | 2:30.53 | J.リード         | R.ジョンソン・ホートン   |                     |
| 第29回 | 1979年7月28日 | Troy              | 牡3  | 2:33.75 | W.カーソン       | W.ハーン                 |                     |
| 第30回 | 1980年7月26日 | Ela-Mana-Mou      | 牡4  | 2:36.39 | W.カーソン       | W.ハーン                 |                     |
| 第31回 | 1981年7月25日 | Shergar           | 牡3  | 2:35.40 | W.スウィンバーン | M.スタウト               |                     |
| 第32回 | 1982年7月24日 | Kalaglow          | 牡4  | 2:31.88 | G.スターキー     | G.ハーウッド             |                     |
| 第33回 | 1983年7月23日 | Time Charter      | 牝4  | 2:30.79 | J.マーサー       | H.キャンディ             |                     |
| 第34回 | 1984年7月28日 | Teenoso           | 牡4  | 2:27.95 | L.ピゴット       | G.ラグ                   |                     |
| 第35回 | 1985年7月27日 | Petoski           | 牡3  | 2:27.61 | W.カーソン       | W.ハーン                 |                     |
| 第36回 | 1986年7月26日 | Dancing Brave     | 牡3  | 2:29.49 | P.エデリー       | G.ハーウッド             |                     |
| 第37回 | 1987年7月25日 | Reference Point   | 牡3  | 2:34.63 | S.コーセン       | H.セシル                 |                     |
| 第38回 | 1988年7月23日 | Mtoto             | 牡5  | 2:37.33 | M.ロバーツ       | A.ステュワート           |                     |
| 第39回 | 1989年7月22日 | Nashwan           | 牡3  | 2:32.27 | W.カーソン       | W.ハーン                 |                     |
| 第40回 | 1990年7月28日 | Belmez            | 牡3  | 2:30.76 | M.キネーン       | H.セシル                 |                     |
| 第41回 | 1991年7月27日 | Generous          | 牡3  | 2:28.99 | A.ムンロ         | P.コール                 |                     |
| 第42回 | 1992年7月25日 | St.Jovite         | 牡3  | 2:30.85 | S.クレイン       | J.ボルジャー             |                     |
| 第43回 | 1993年7月24日 | Opera House       | 牡5  | 2:33.94 | M.ロバーツ       | M.スタウト               |                     |
| 第44回 | 1994年7月23日 | King's Teatre     | 牡3  | 2:28.92 | M.キネーン       | H.セシル                 |                     |
| 第45回 | 1995年7月22日 | Lammtarra         | 牡3  | 2:31.01 | L.デットーリ     | S.ビン・スルール         |                     |
| 第46回 | 1996年7月27日 | Pentire           | 牡4  | 2:28.11 | M.ヒルズ         | G.ラグ                   |                     |
| 第47回 | 1997年7月26日 | Swain             | 牡5  | 2:36.45 | J.リード         | S.ビン・スルール         |                     |
| 第48回 | 1998年7月25日 | Swain             | 牡6  | 2:29.06 | L.デットーリ     | S.ビン・スルール         |                     |
| 第49回 | 1999年7月24日 | Daylami           | 牡5  | 2:29.35 | L.デットーリ     | S.ビン・スルール         |                     |
| 第50回 | 2000年7月29日 | Montjeu           | 牡4  | 2:29.98 | M.キネーン       | J.ハモンド               |                     |
| 第51回 | 2001年7月28日 | Galileo           | 牡3  | 2:27.71 | M.キネーン       | A.オブライエン           |                     |
| 第52回 | 2002年7月27日 | Golan             | 牡4  | 2:29.70 | K.ファロン       | M.スタウト               |                     |
| 第53回 | 2003年7月26日 | Alamshar          | 牡3  | 2:33.26 | J.ムルタ         | J.オックス               |                     |
| 第54回 | 2004年7月24日 | Doyen             | 牡4  | 2:33.18 | L.デットーリ     | S.ビン・スルール         |                     |
| 第55回 | 2005年7月23日 | Azamour           | 牡4  | 2:28.26 | M.キネーン       | J.オックス               |                     |
| 第56回 | 2006年7月29日 | Hurricane Run     | 牡4  | 2:30.29 | C.スミヨン       | A.ファーブル             |                     |
| 第57回 | 2007年7月28日 | Dylan Thomas      | 牡4  | 2:31.11 | J.ムルタ         | A.オブライエン           |                     |
| 第58回 | 2008年7月26日 | Duke Of Marmalade | 牡4  | 2:27.91 | J.ムルタ         | A.オブライエン           |                     |
| 第59回 | 2009年7月25日 | Conduit           | 牡4  | 2:28.73 | R.ムーア         | M.スタウト               |                     |
| 第60回 | 2010年7月24日 | Harbinger         | 牡4  | 2:26.78 | O.ペリエ         | M.スタウト               |                     |
| 第61回 | 2011年7月23日 | Nathaniel         | 牡3  | 2:35.07 | W.ビュイック     | J.ゴスデン               |                     |
| 第62回 | 2012年7月21日 | Danedream         | 牝4  | 2:31.62 | A.シュタルケ     | P.シールゲン             |                     |
| 第63回 | 2013年7月27日 | Novellist         | 牡4  | 2:24.60 | J.ムルタ         | A.ヴェーラー             |                     |
| 第64回 | 2014年7月26日 | Taghrooda         | 牝3  | 2:28.13 | P.ハナガン       | J.ゴスデン               |                     |
| 第65回 | 2015年7月25日 | Postponed         | 牡4  | 2:31.25 | A.アッゼニ       | L.クマーニ               |                     |
| 第66回 | 2016年7月23日 | Highland Reel     | 牡4  | 2:28.97 | R.ムーア         | A.オブライエン           |                     |
| 第67回 | 2017年7月29日 | Enable            | 牝3  | 2:36.22 | L.デットーリ     | J.ゴスデン               |                     |
| 第68回 | 2018年7月28日 | Poet's Word       | 牡5  | 2:25.84 | J.ドイル         | M.スタウト               |                     |
| 第69回 | 2019年7月27日 | Enable            | 牝5  | 2:32.42 | L.デットーリ     | J.ゴスデン               |                     |
| 第70回 | 2020年7月25日 | Enable            | 牝6  | 2:28.92 | L.デットーリ     | J.ゴスデン               |                     |
| 第71回 | 2021年7月24日 | Adayar            | 牡3  | 2:26.54 | W.ビュイック     | C.アップルビー           |                     |
| 第72回 | 2022年7月23日 | Pyledriver        | 牡5  | 2:29.49 | P.J.マクドナルド | W.ミューア＆C.グラシック |                     |
| 第73回 | 2023年7月29日 | Hukum             | 牡6  | 2:33.95 | J.クローリー     | O.バローズ               |                     |
| 第74回 | 2024年7月27日 | Goliath           | 騸4  | 2:27.43 | C.スミヨン       | F-H.グラファール         |                     |
| 第75回 | 2025年7月26日 | Calandagan        | 騸4  | 2:29.74 | M.バルザローナ   | F-H.グラファール         | Aga Khan Studs SCEA |